# Resolució 2186 del Consell de Seguretat de les Nacions Unides
La Resolució 2186 del Consell de Seguretat de les Nacions Unides, adoptada per unanimitat el 25 de novembre de 2014 després de reafirmar les resolucions 2030, 2048, 2092 i 2157 el Consell decideix prorrogar el mandat de la UNIOGBIS tres mesos, fins al 28 de febrer de 2015, pendent d'un informe de gener del 2015 del Secretari General amb recomanacions per a un mandat modificat.
A més, es va repetir que els serveis de seguretat de Guinea Bissau han de ser sotmesos al control civil. Es va instar les autoritats del país a adoptar totes les mesures necessàries per protegir els drets humans i combatre la delinqüència organitzada, especialment el narcotràfic i el blanqueig de diners. També es va demanar als altres països que ajudessin al país. Guinea Bissau planejava organitzar una conferència de donants a Brussel·les al febrer de 2015.